# بيير دي سانتينيون
بيير دي سانتينيون (بالفرنسية: Pierre de Saintignon)‏‏ (22 مايو 1948 في أنجيه - 9 مارس 2019 في ليل) سياسي من فرنسا.